# Bannerslund
Bannerslund er en herregård i Elling Sogn, tidligere Hjørring Amt, Frederikshavn Kommune.
Bannerslund er dannet i 1672 af Evert Banner som følge af arvedeling på Ellinggård, dels ved sammenlægning af to bøndergårde og dels ved tillæg af gården Kragskovs jorder og tiendefrihed. Bannerslund var da på 15 tdr. hartkorn. I 1695 solgte Evert Banner Bannerslund til fru Kirsten Beck, som samme år også overtog Ellinggård, og de to gårde havde fælles ejer indtil 1803. Derefter skiftede Bannerslund ofte hænder, og der blev frasolgt store dele af jordene. Bannerslunds nuværende beskedne hovedbygning, der ligger vest for haven, er bygget i 1915 og er i et stokværk med kamtakket trekantsgavl og af røde mursten. Bygningen afsluttes af et rødt tegltag.
Stedet givet navn til Bannerslundhallen og Lions Club Bannerslund.

## Ejerliste
- (1672-1695) Evert Banner
- (1695-1719) Kirsten Beck
- (1719-1736) Ida Rodsteen
- (1736) Christine Birgitte Jørgensdatter Bille
- (1736-1767) Schack Vietinghof Holck
- (1767) Slægten Holck
- (1767-1778) Burchard Georg Holck
- (1778-1803) Niels Mollerup
- (1803-1805) Peder Thøgersen Mollerup
- (1805-1815) Laurids Bartholin Schmidt
- (1815-1835) Mads R. Bang
- (1835-1838) Christian M. Bang
- (1838-1841) Jørgen Gleerup Rheders
- (1841-1867) J.F. Fogh
- (1867-1872) Slægten Fogh
- (1872-1919) P. Mehrens
- (1919-1929) Chr. Pedersen
- (1929-1965) C. Klitgård Lassen
- (1965-) Frederikshavn Kommune

|  | Denne artikel om en bygning eller et bygningsværk kan blive bedre, hvis der indsættes et (bedre) billede. Du kan hjælpe ved at afsøge Wikimedia Commons for et passende billede eller lægge et op på Wikimedia Commons med en af de tilladte licenser og indsætte det i artiklen. |